# Owen Finegan
Pour les articles homonymes, voir Owen.
Pas d'image ? Cliquez ici

a Compétitions nationales et continentales officielles uniquement.

b Matchs officiels uniquement.
Dernière mise à jour le 5 avril 2023.
Owen Finegan, né le 22 avril 1972 à Sydney, est un joueur de rugby à XV australien, qui joue troisième ligne aile ou deuxième ligne avec la sélection australienne de 1996 à 2003, inscrivant 30 points en 55 sélections. Il joue avec les Brumbies avant de se rendre en Enrope, évoluant avec le club anglais de Newcastle, puis la province irlandaise du Leinster et enfin avec le club anglais de Leicester. Il entame ensuite une carrière d'entraîneur.

## Biographie
Il a effectué son premier test match le 9 juin 1996 contre l'équipe du pays de Galles (victoire 56-25) et son dernier test match le 16 août 2003 contre l'équipe Nouvelle-Zélande.
Convoqué pour participer à la Coupe du monde 1999, il s'illustre lors de la finale gagnée face à la France en inscrivant le second essai australien. 
Sa non-sélection pour la Coupe du monde de rugby 2003 a fait couler beaucoup d'encre.

## Palmarès

### En club
- Vainqueur du Super 12 en 2001 et 2004 avec les Brumbies.

### En équipe nationale
- Vainqueur de la Coupe du monde de rugby en 1999.
- Vainqueur du Tri-nations en 2001.

## Statistiques en équipe nationale
- Nombre de matchs avec l'Australie : 55
- Sélections par années : 7 en 1996, 7 en 1997, 13 en 1998, 7 en 1999, 11 en 2001,7 en 2002, 4 en 2003.